# Chaînon Panamint
Le chaînon Panamit, en anglais Panamint Range, est une petite chaîne de montagne située dans l'Est de la Californie, aux États-Unis. Elle se trouve plus précisément au nord du désert des Mojaves dans le comté d'Inyo. Elle délimite la vallée de la Mort située à l'est, et la Panamint Valley sur son flanc ouest. Son point culminant est le pic Telescope, à 3 369 mètres d'altitude. La plus grande partie de la montagne est comprise dans le parc national de la vallée de la Mort. On peut voir depuis le chaînon Panamint le mont Whitney, qui est le sommet le plus haut de Californie. La chaîne appartient à la province géologique du Grand Bassin.

## Sommets

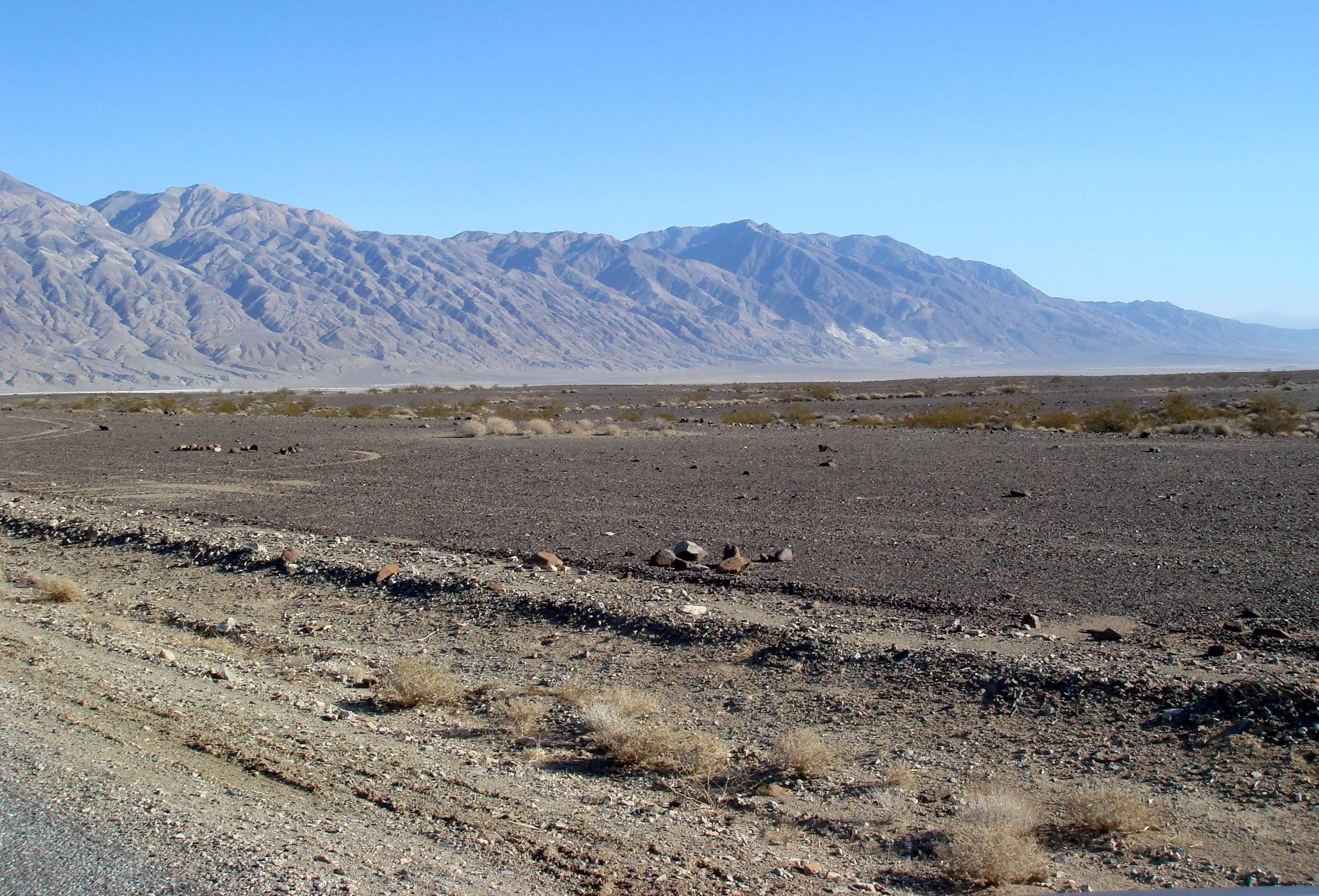
Le chaînon Panamint depuis le fond de la vallée Panamint.

- Pic Telescope
- Pic Sentinel
- Tin Mountain
- Dry Mountain